# Waffen-SS
Waffen-SS (tiếng Đức cho "Lực lượng vũ trang SS") là nhánh chiến đấu của lực lượng SS. Waffen-SS được thành lập ở Đức vào năm 1939 khi SS bị chia lại thành hai đơn vị và tên gọi Waffen-SS chỉ trở nên chính thức vào ngày 2 tháng 3 năm 1940.. Dù được lãnh đạo bởi Thống chế SS Heinrich Himmler trên danh nghĩa, Waffen-SS đã chiến đấu trong suốt Thế chiến thứ hai dưới sự chỉ huy của Wehrmacht (quân đội Đức). Theo chiều biến chuyển của cuộc chiến, Waffen đã dần phát triển thành 39 sư đoàn phục vụ như thể một lực lượng tinh nhuệ tác chiến cùng với Wehrmacht.
Tại tòa án Nürnberg sau chiến tranh, Waffen-SS bị kết tội có dính líu về chính trị với Đảng Quốc Xã trong việc thực hiện tội ác chiến tranh, trong đó có việc tàn sát người Do Thái hoặc các hành vi tàn sát ở các vùng chiếm đóng. Cũng vì thế mà những cựu binh Waffen-SS bị tước mất những quyền lợi mà những cựu binh khác từng phục vụ trong Heer (Lục quân), Luftwaffe (Không quân) hay Kriegsmarine (Hải quân) được hưởng. Những sĩ quan Waffen-SS bị quân Đồng minh giam giữ riêng biệt và phải chịu sự trừng phạt gay gắt của Liên Xô.

### Nguồn gốc hình thành

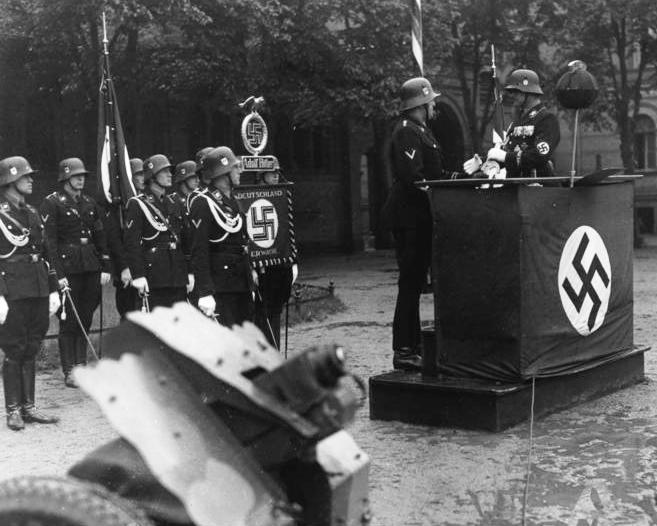
Buổi lễ kỷ niệm năm thứ 3 của đơn vị LSSAH. Sepp Dietrich đứng trên bục. Tháng 5, 1935

## Lược sử